# Santa Leopoldina

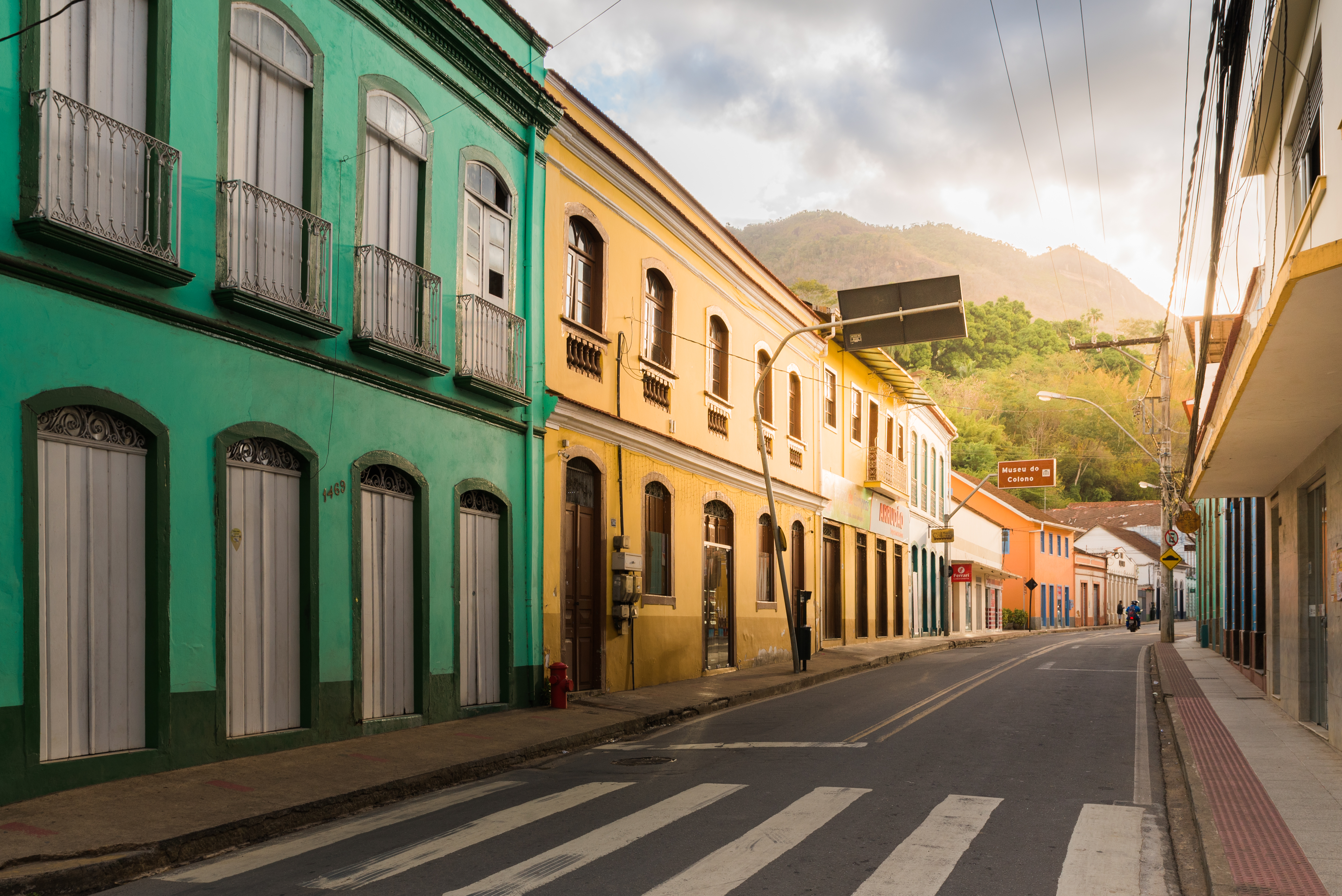
Rua do Comércio, 11 à Santa Leopoldina. Aout 2022.

Santa Leopoldina est une ville du Brésil, située dans l'État de l'Espírito Santo.